# Faílde
Faílde is een plaats (freguesia) in de Portugese gemeente Bragança en telt 158 inwoners (2001).